# Dalki (wieś)
Dalki – wieś w Polsce położona w województwie wielkopolskim, w powiecie gnieźnieńskim, w gminie Gniezno. Od wschodu graniczą z Gnieznem.
W czasie okupacji niemieckiej miejscowość przemianowana na Dohlenhein.
W latach 1975–1998 miejscowość administracyjnie należała do województwa poznańskiego.
Według danych z 2011 roku wieś zamieszkiwało 271 osób.